# 雪朱里
雪 朱里（ゆき あかり、1971年 - ）は、フリーライター、編集者。

## 略歴
武蔵大学卒業後、電算写植からDTPへの移行期に印刷会社の企画編集部門に在籍。その後、ビジネス系専門誌編集長を経て、2000年よりフリーランス。文字、デザイン、印刷、手仕事などの分野を中心に、ものづくりに携わる人々への取材執筆活動を行なっている。

## 著書リスト
- 『もじモジ探偵団』グラフィック社、2022年1月
- 『「書体」が生まれる　ベントンと三省堂がひらいた文字デザイン』三省堂、2021年8月
- 『時代をひらく書体をつくる。―書体設計士・橋本和夫に聞く 活字・写植・デジタルフォントデザインの舞台裏』グラフィック社、2020年11月
- 『印刷・紙づくりを支えてきた 34人の名工の肖像』グラフィック社、2019年12月
- 『描き文字のデザイン』グラフィック社、2017年4月
- 『もじ部 書体デザイナーに聞くデザインの背景・フォント選びと使い方のコツ』グラフィック社、2015年12月
- 『文字をつくる―9人の書体デザイナー』誠文堂新光社、2010年6月
- 『活字地金彫刻師 清水金之助』清水金之助の本をつくる会

## 編集・執筆
- 『文字講座』誠文堂新光社、2009年1月
- 『一〇〇年目の書体づくり―「秀英体 平成の大改刻」の記録』大日本印刷、2013年10月
- 『ぼくの作った書体の話』誠文堂新光社、2013年6月

## 雑誌
- 『デザインのひきだし』グラフィック社、レギュラー編集者